# Thérèse Plantier
Thérèse Plantier, née à Nîmes en 1911 et décédée en 1990, est une poétesse française proche du surréalisme.

## Biographie
En 1964, Thérèse Plantier répond à une enquête de la revue La Brèche sur les « représentations érotiques ». André Breton, impressionné par sa réponse, salue en elle « une violente volonté de vertige ». En réponse, Plantier affirme : « Je ne m’exprime qu’en surréaliste. Le temps n’est pas venu où l’on puisse s’exprimer autrement ». Elle participe alors aux réunions surréalistes, au café La Promenade de Vénus, ou dans la résidence d'André Breton à Saint-Cirq-Lapopie,. 
Thérèse Plantier prit ensuite ses distances avec les groupes surréalistes, pour se rapprocher davantage du Pont de l’Epée de Guy Chambelland et de « la Poésie pour vivre » de Jean Breton. 
La bibliothèque Marguerite-Durand conserve un fonds d'archives Thérèse Plantier.

## Liste des œuvres
- Les Anges diaboliques, Confluences, 1945
- Leçons de Ténèbres, Scorpion, 1959
- Chemin d’eau, Chambelland, 1963
- Mémoires inférieurs, La Corde, 1966
- C’est moi Diégo, Éditions Saint-Germain-des-Prés, 1971
- Jusqu’à ce que l’enfer gèle, Pierre-Jean Oswald, 1974
- La Loi du silence, Éditions Saint-Germain-des-Prés, 1975
- Le Sonneur, Atelier des Grames, 1977
- Le Portentule, Éditions Saint-Germain-des-Prés, 1978
- Discours du mâle, Anthropos, 1980
- Provence, ma haine, Christian Pirot, 1983
- Semence du trépas, Le Pont de l’Epée, 1986
- Le Discours Du Mâle — Logos Spermaticos, 1980
- George Sand ou ces dames voyagent, Atelier de Création Libertaire, 1986
- Je ne regrette pas le Père Ubu, Chambelland, 1988